# Mario González (salwadorski piłkarz)
Mario Antonio González Martínez (ur. 20 maja 1997 w San Miguel) – salwadorski piłkarz występujący na pozycji bramkarza, reprezentant Salwadoru, od 2020 roku zawodnik Alianzy.